# Pecio del RMS Titanic

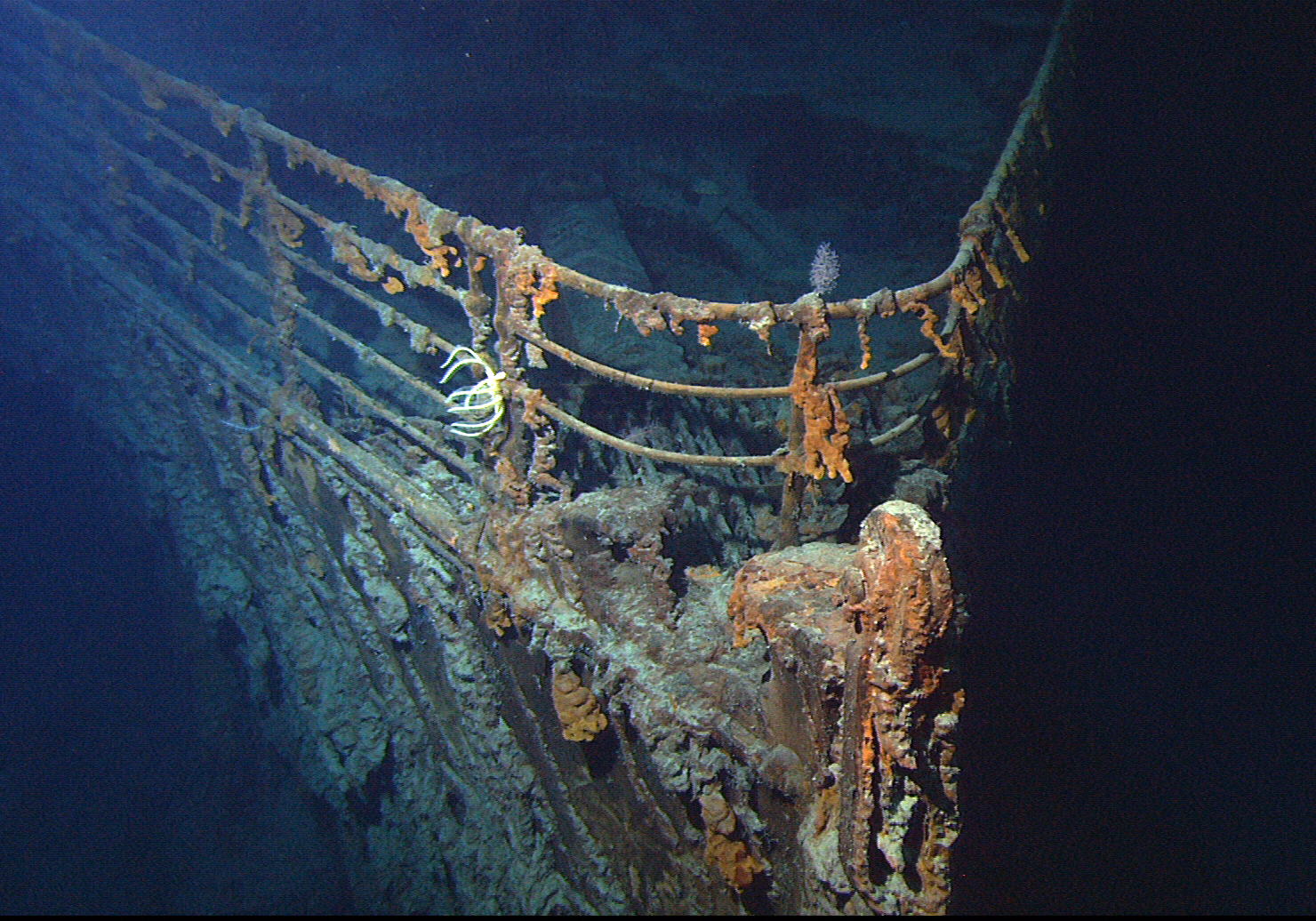
Vista de la proa del pecio del en junio de 2004.

El pecio del RMS Titanic, transatlántico británico de la White Star Line, reposa a 3821 m de profundidad en la parte norte del océano Atlántico, a algunos kilómetros del emplazamiento donde naufragó el 15 de abril de 1912 a las 2:20 de la mañana. Objeto de leyendas desde la catástrofe, los restos se buscaron durante varios años. Existieron proyectos para intentar reflotar el buque, pero no tuvieron éxito.
Las primeras investigaciones serias para buscar el pecio en el fondo del mar se iniciaron a finales de los años 1970 a instancias del multimillonario Jack Grimm, aunque fracasaron. Finalmente, los restos del barco fueron descubiertos el 1 de septiembre de 1985 por el oceanógrafo Robert Ballard en el marco de una misión secreta a cargo de la Armada de los Estados Unidos. Después del hallazgo, se sucedieron varias expediciones a la zona entre 1986 y 2005.
El buque se encuentra dividido en cuatro partes, seccionadas en un vasto campo de escombros. Si bien la parte de la proa está relativamente bien conservada, la popa se encuentra en bastante mal estado. En el curso de las expediciones, varios objetos del navío fueron recuperados y restaurados. Estos objetos rescatados fueron objeto de polémica y se llegaron a calificar de pillaje; sin embargo, en teoría, estas piezas solo pueden ser cedidas a museos, con excepción de los trozos de carbón, que son vendidos como souvenirs. La nave se ha desintegrado progresivamente, erosionada por los microorganismos que pueblan los fondos marinos. Las inmersiones también han tenido un impacto en su estado de conservación. Así, los científicos estiman que el barco podría desaparecer en su totalidad entre los años 2025 y 2050.
Los restos del Titanic también fueron explorados por el director de cine James Cameron, quien filmó imágenes de ellos para su película homónima de 1997, protagonizada por Leonardo DiCaprio y Kate Winslet. En 2003, el cineasta produjo un documental sobre los restos filmados titulado Misterios del Titanic.

## Historia

### Primeros proyectos

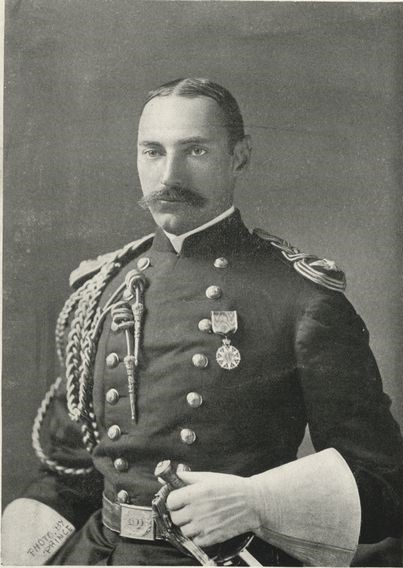
Los primeros proyectos de reflote aspiraban a recuperar los cadáveres de varios personajes millonarios, como el del coronel John Jacob Astor.

Desde el anuncio de la noticia del hundimiento del Titanic, surgieron proyectos utópicos para reflotar los restos de la nave. En efecto, las familias de John Jacob Astor, Benjamin Guggenheim y Charles M. Hays deseaban encontrar y reflotar los restos del transatlántico para recuperar los despojos de sus familiares. Vincent Astor contactó así a la compañía Merritt & Chapman con la idea de dinamitar los restos, procedimiento que debería permitir reflotar los cadáveres a la superficie, al precio de la pérdida definitiva del navío. No obstante, tras una intensa investigación de Merritt & Chapman, todo intento se revela demasiado costoso y la tecnología de 1912 no permitía considerar un reflotaje.
Posteriormente, fueron considerados proyectos de escasa viabilidad. En 1913, Charles Smith se propuso utilizar sumergibles e imanes eléctricos unidos al casco, pero el proyecto fue abortado por falta de fondos. Seguidamente, el pecio fue olvidado por algunos años, pero la aparición en los años 1950 de la novela A Night to Remember de Walter Lord atrajo nuevamente la atención sobre el navío. Entonces, surgieron ideas sorprendentes, sobre todo inspiradas por Dooglas Wolley. Así, se planeó colocar nitrógeno líquido en el pecio o rellenarlo de pelotas de ping-pong contenedores de caucho con diésel o de vaselina para hacerlo remontar a la superficie; sin embargo, ninguno de estos proyectos encontró financiamiento.

### Descubrimiento
Los restos del Titanic fueron localizados el 1 de septiembre de 1985 a la 1:05 a. m. por una expedición franco-estadounidense dirigida por Jean-Louis Michel del IFREMER, y por el Dr. Robert Ballard de la Institución Oceanográfica de Woods Hole. Los restos del naufragio fueron localizados a una profundidad de 4.000 metros, a 625 km al sudeste de Terranova. Se utilizó el equipo sumergible ARGO que iba provisto de cámaras sensibles a la oscuridad.
Una vez explorado preliminarmente, se descubrió que el Titanic no estaba entero, sino que estaba dividido en dos secciones, lo que sugirió que se partió al momento de hundirse: curiosamente, pocos supervivientes, incluido el joven Jack Thayer, recuerdan este suceso; según los propios dibujos de la época, aparecidos en la prensa, el barco se hundió aparentemente de una pieza y con la popa al aire. Una visión fantasmal surgió desde el fondo pudiendo verse la sección de proa de buque llena de carámbanos de óxido y en relativo estado general, en todo caso peor de lo que se imaginaron muchos interesados en el tema, que esperaban encontrar el barco casi entero y en buen estado en el fondo.
El descubrimiento del pecio del buque en 1985 por el equipo liderado por Ballard y Michel han devuelto el barco al presente, realizándose numerosas exposiciones de objetos rescatados de los restos y apareciendo numerosas sociedades históricas y culturales que difunden e investigan todo lo relacionado al mítico transatlántico.

## Estado actual del pecio

### Sección de proa
La parte delantera del pecio mide 137 m (449.47 pies) de longitud. Se extiende boca-arriba, sin las chimeneas, desde la punta de proa hasta poco más de la parte posterior de la chimenea n.º 2. Finalizando, inclinadamente cuesta abajo desde la posición de los camarotes de 1.ª clase de la cubierta superior, en la plataforma del compás. Aproximadamente, el 1/3 más cercano al extremo de proa permanece enterrado en el fango, a casi 20 m (65,6168 pies) de profundidad, hasta casi el nivel de las anclas. En comparación con la devastada sección de popa, la sección de proa se conserva relativamente semi-intacta. Además de la evidente corrosión marina del casco, cubierto de óxido y carámbanos formados por comunidades de bacterias (Halomonas titanicae) que se alimentan del acero, a continuación se detallan con mayor precisión las principales alteraciones estructurales externas con respecto a 1912 después de un siglo yaciendo en las profundidades marinas.
En el castillo de proa, desde el extremo delantero, se acentúa un desnivel cuesta arriba que termina por estabilizarse al pie de la superestructura. La grúa delantera permanece casi intacta, orientada hacia la punta de proa. Esta orientación hacia la punta, probablemente sea debida al impacto de la tapadera de la escotilla de carga n.º 1, al ser arrancada de su sitio por la presión hidráulica del agua del interior, una vez que la sección de proa se posó bruscamente sobre el fondo marino. La escotilla de carga n.º 1 aparece abierta sin su tapa. El mástil descansa desplomado y curvado hacia el pozo de proa, sin la cofa, contra el lado de babor de la cubierta de botes. En el pozo de proa las dos escotillas de carga n.º 2 y n.º 3 permanecen abiertas sin sus tapaderas. Por encima de las escotillas, sobrevuela el trinquete, recientemente arqueado hacia abajo.

### Cubierta superior
En el sector del puente de mando la caseta de gobernación ha desaparecido (probablemente destrozada por la caída del mástil delantero durante el descenso marino hacia las profundidades) dejando al descubierto el pedestal del timón sin su rueda. Permanecen ausentes o casi totalmente derruidos las paredes exteriores y techos que alojaban gran parte del camarote del capitán (mostrando al descubierto su bañera) y los alojamientos del jefe de oficiales y del primer oficial. Todas las barandillas de baluarte que se localizaban en el sector del puente de mando han cedido. Al igual que los alerones laterales. El respiradero alargado ubicado delante de la chimena n.º 1 (por donde probablemente fue casi absorbido el segundo oficial Charles Lightoller cuando el mar alcanzó la cubierta de botes, mientras el barco se hundía) ya no se encuentra.
Por detrás del hueco de la chimenea n.º 1, hacia el centro y la derecha, se han abierto diversos agujeros en los techos de ese sector (tal vez, sean fruto del aterrizaje de los sumergibles). La junta de dilatación, cuyo hueco normal era de 2,5 cm, ahora se ha separado más de 1/2 metro. El vestíbulo de la escalinata de proa: La caseta con techo enrejado, que cobijaba la cúpula de hierro forjado y de vidrio, desapareció (posiblemente destrozada por la salida de la escalera hacia el exterior de la nave durante el descenso de la proa hacia el lecho marino) exponiéndose un agujero más o menos rectangular. Sin embargo, gracias a ese hueco los exploradores submarinos pudieron introducir, hacia las entrañas del navío, sondas robóticas, equipadas con videocámaras y focos, teledirigidas desde un submarino para lograr explorar los interiores. Los techos contiguos a los laterales del recubrimiento, que resguardaba al domo de vidrio, están desplomados inclinadamente hacia el interior del hueco de la escalera. Todo el sector que rodea el agujero de la Gran Escalera se ha hundido cayendo hacia la cubierta A. El gimnasio yace casi totalmente desmoronado y caído en la cubierta inferior. Solo 2 pescantes de los botes salvavidas permanecen en su sitio y de pie; uno solo correspondientes a los botes n.º 1 y n.º 2. Dos más yacen tumbados sobre cubierta; uno del bote n.º 8 y de otro un bote desconocido casi aplastado por el extremo superior del mástil caído de proa.

### Cubierta A
En el pasillo semiabierto de paseo frontal, un poco más de la mitad de la baranda de pared, hacia el lado de babor, ha colapsado, doblándose hacia abajo hasta casi el mismo nivel que el suelo de esta cubierta. Desde la cubierta superior, cuelgan, muy doblados hacia abajo, las barandillas de pared del alerón de estribor y parte del de babor del puente de mando, más los restos muy desintegrados de la pared delantera central con ventanas de la caseta de gobernación. En el costado de estribor varios agujeros se han abierto por encima y por debajo de las ventanas exteriores del área de paseo. A partir de la tercera ventana desde la parte posterior (hacia la popa) de la junta de dilatación, se muestra sin la pared con ventanas que cerraban el área de paseo. Este mismo suceso, ocurre muy similarmente en el lado de babor.

### Cubierta B
Todos los cristales de las ventanas de la pared del pasillo de paseo frontal están rotos. En contraste, con la mayoría de los cristales de otras ventanas u ojos de buey, que en muchos casos están casi intactos. El portón de uno de los portalones de acceso, sobre el lado de estribor, no se encuentra.

### Cubierta D
En el costado de babor, una de las puertas de los portalones de acceso se ha caído de sus bisagras hacia el fango.

### Cubiertas E y F
En el área de debajo del pozo de proa del lado de estribor, se abre un alargado agujero (posiblemente abierto por la presión hidráulica del agua despedida del interior de la sección de proa sumergida cuando impactó contra el fondo oceánico). Unos agujeros similares aparecen aproximadamente por el mismo sector en el costado de babor. Aunque en este caso, se trata más bien de una serie de brechas o boquetes discontinuos y casi verticales, unos de otros, que se extienden hasta la cubiertas más inferiores.

#### Zona de ruptura

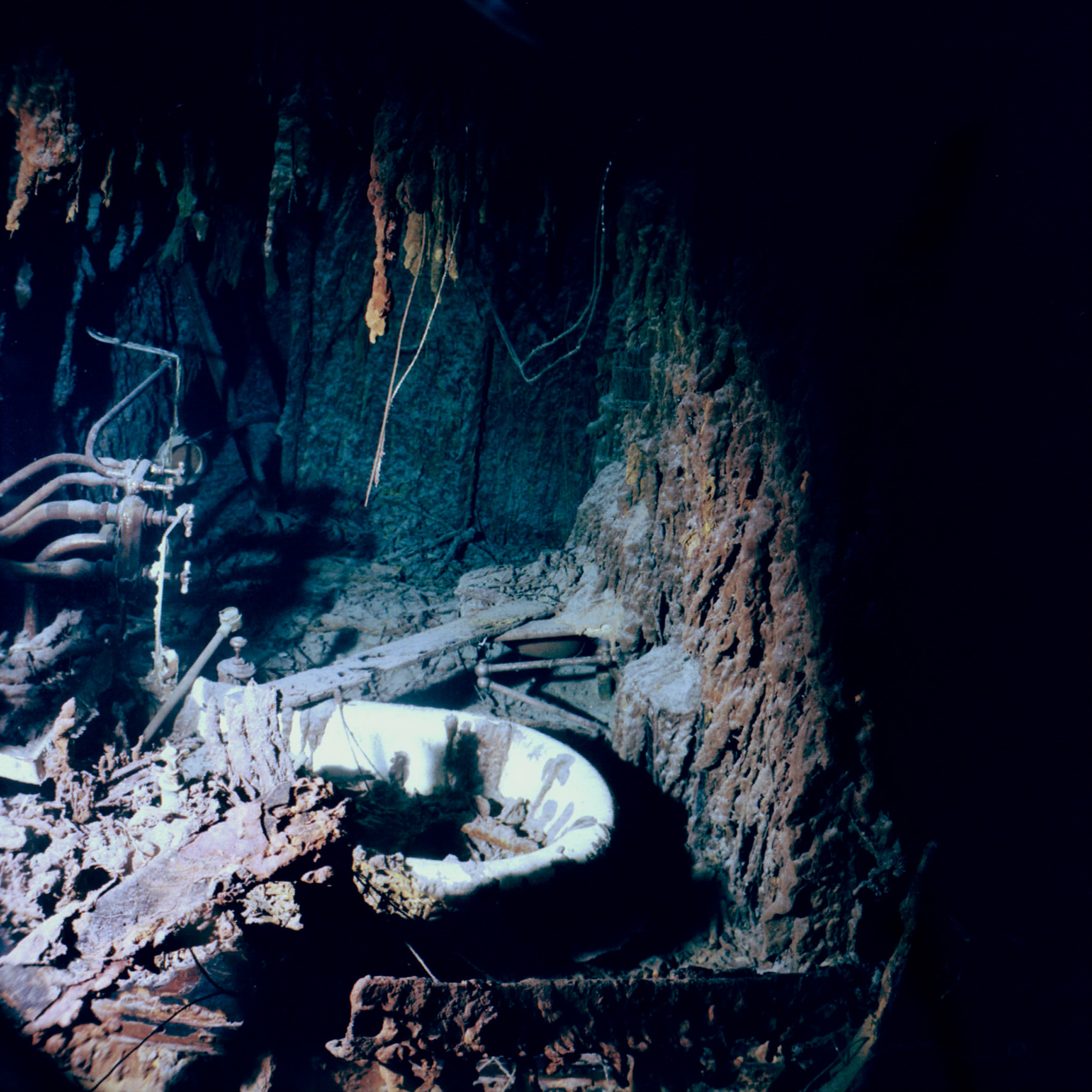
La pared del camarote del capitán del Titanic, Edward Smith, ha colapsado con el paso de los años, dejando a la vista su cuarto de baño. La bañera se encuentra ahora llena de herrumbre.

Un sector de planchas de acero, correspondientes mayoritariamente a las cubiertas D, E y F, cuelga, parcialmente desgajado, hacia afuera del costado de babor. Una panorámica similar puede observarse por el costado de estribor. Por esta zona, las cubiertas superiores se apilaron inclinadamente aplastando a las más inferiores en el extremo de más a popa. Siendo una parte por la que cuelgan enjambres de escombros, aristas retorcidas, tuberías dobladas y pedazos de maquinaria. En la última cubierta puede divisarse, aún ancladas en su sitio, 5 enormes calderas colocadas transversalmente. Probablemente pertenecientes a la sala de calderas n.º 2.
Exploraciones en el interior de la cubierta A mediante robots ROB de la sección de proa realizadas por James Cameron han arrojado sorprendentes imágenes de los interiores, bastante mejor conservados que los exteriores, las paredes aún conservan el enchapado de roble tallado a mano, algunas habitaciones aún tienen sobre la chimenea un reloj enchapado en oro y en la zona de baños turcos los vitrales aún demuestran su esplendor de antaño. Hay restos reconocibles de pianos, catres e instalaciones eléctricas.

### Sección de popa
La sección de popa, de 110 metros de longitud, está severamente dañada y es apenas reconocible. Por las características del daño, los investigadores sostienen que esta parte del barco cayó casi de plano sobre el fondo desde una altura de más de 3 km, desarmándose y aplastándose con la fuerza del impacto. También se cree que, a diferencia de la sección de proa, la popa, al hundirse, no se hallaba completamente inundada, lo que pudo provocar durante el descenso un súbito aplastamiento del casco al alcanzar una determinada profundidad, debido a la enorme presión del agua mientras caía en barrena por su forma poco hidrodinámica. Los investigadores asocian el mejor estado de la sección de proa a que esta «planeó» en el agua y se posó con relativa suavidad en el fondo.
Entre los objetos más reconocibles de la popa se pueden mencionar los motores expuestos de las hélices de babor y estribor, un hueco de lo que podría ser la escalinata de popa de primera clase, la grúa de carga que se encontraba al estribor de la cubierta A, fragmentos del mástil de popa colapsado hacia babor, unos fosos de lo que podría ser las escotillas de carga 4 y 5, el piso del castillo de popa plegado sobre sí mismo y, bajo esta parte, se pueden visualizar las dos hélices laterales de tres palas parcialmente enterradas en el limo, el timón y la hélice central de cuatro palas que se encuentran completamente enterrados. En la sección de popa, el campo de escombros asociado a esta porción, contiene una gran cantidad de objetos que se desprendieron de su interior, como maletas, ollas, porcelanas y botellas que están entremezclados con los hierros de alrededor, calderas y algunos pedazos del casco aplastados cuando la popa tocó fondo.
Falta una sección media del barco que se encuentra dispersa en el campo de escombros cercano a la popa y tres pedazos muy al este de las secciones principales, dos de las cuales pertenecen al doble fondo y la otra es parte de la sección que rodeaba a la tercera chimenea.

## Daño del iceberg

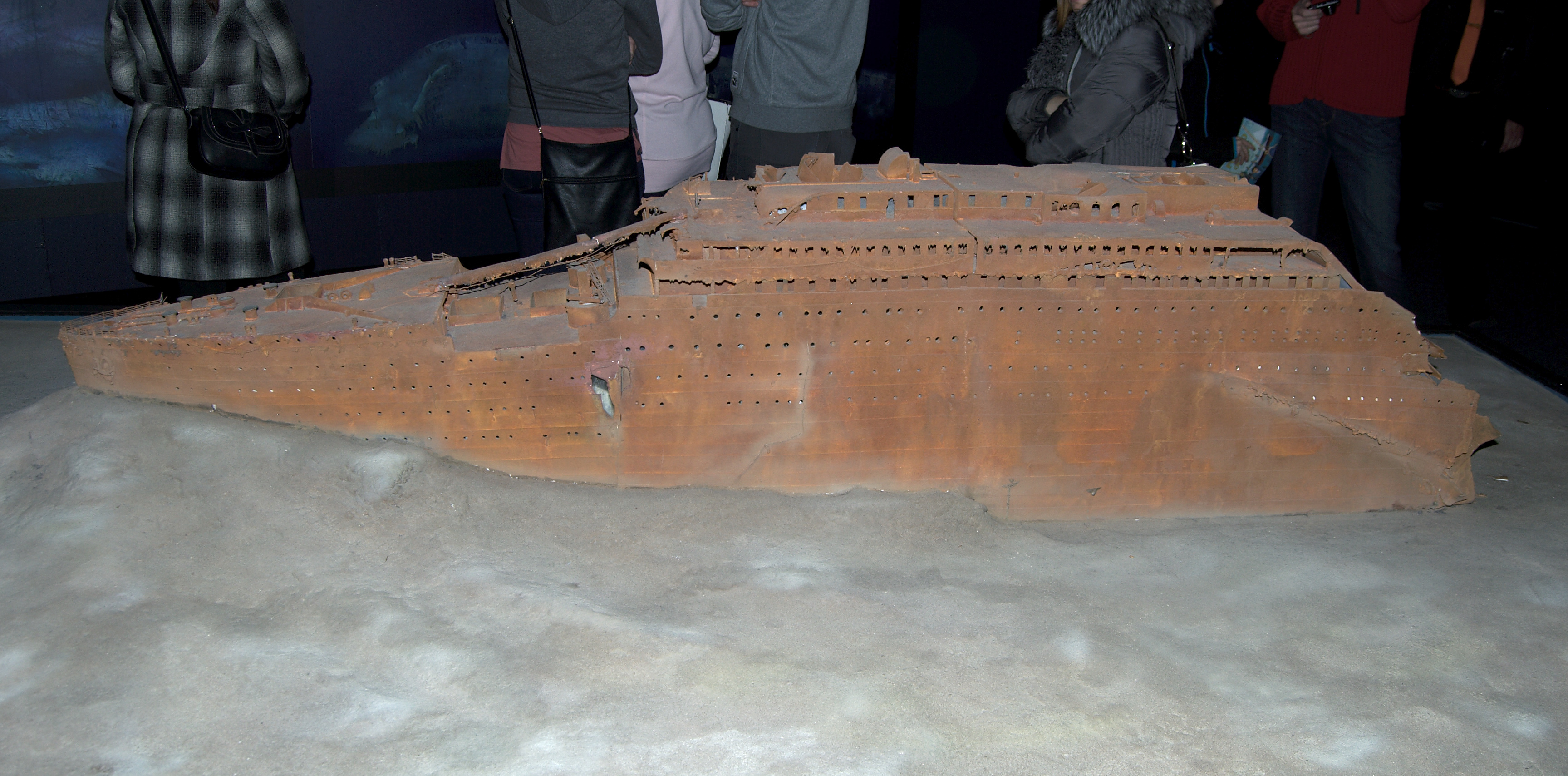
Maqueta que representa el estado de la sección de proa del pecio.

Al investigar la sección de proa, algunos exploradores creen haber encontrado la fisura provocada por el témpano de hielo y han lanzado algunas teorías que han refutado la idea de que el témpano rajó la obra viva. Se ha aceptado que el témpano desprendió y soltó los remaches de las planchas del casco abriendo pequeñas fisuras (no combándolas) y permitiendo que el agua penetrara. En el interior, las piezas de madera que subsisten son escasas y están en avanzado estado de descomposición. La idea original de reflotar el casco es absolutamente impracticable.
Algunos fragmentos del casco que han sido analizados han demostrado el porqué del naufragio: según los investigadores el acero empleado en la construcción contenía una alta proporción de azufre y fósforo, elementos que conferían a este acero una alta fragilidad al navegar por aguas muy frías; bastó una moderada tensión transversal (el fondo del témpano) para que los remaches saltaran y se produjese la fatal vía de agua. En pocas palabras, el desastre del Titanic fue de tal magnitud que obligó y sigue obligando a los actuales constructores de navíos y autoridades gubernamentales a tomar y establecer las más estrictas normas de seguridad.

## Intentos de rescate del barco
Desde su naufragio en 1912 se instalaron muchas hipótesis para intentar rescatar el pecio del barco y subirlo a la superficie, sin embargo su rescate solamente se intentó en una ocasión.
En agosto de 1996 fue uno de los momentos más claves para la recuperación de este, se intentó subir a la superficie un resto del barco que pesaba 20 toneladas y media 4 metros de largo por 7 metros de ancho, la elevación fue casi perfecta en su totalidad, pero cuando solamente quedaban 60 metros para llegar a la superficie las cuerdas que traían parte del barco se cortaron y el trozo volvió a descender a las profundidades.
A mediados del año 2020 la empresa RMST, poseedora del barco, ideó usar un ROV Sumergible para cortar parte del barco e intentar recuperar (únicamente) el telégrafo Marconi. A pesar de los descensos que la compañía OceanGate hizo hasta el barco, el proyecto todavía no se ha llevado a cabo.